# Colura
Colura es un género de epífitas hepáticas y se compone de aproximadamente 60 especies que se distribuyen principalmente en el trópico. 

## Descripción
Las especies de este género son no más grande que un par de milímetros de tamaño y pueden tener órganos de pequeños sacos de agua formadas por bordes de las hojas fusionadas que son pequeñas trampas para los ciliados. Es debido a este mecanismo de captura que algunas especies se han sospechado de zoofagia. Una de estas especies, Colura zoophaga, fue objeto de un estudio cuyo objetivo fue investigar el hábito carnívoro supuesto entre las hepáticas. Los resultados confirmaron que los ciliados fueron capturados y murieron dentro de las trampas del saco de agua, que no se diferencia de las trampas de la vejiga de Utricularia. Si la especie que atraen como presa, es digerida o absorbida no se ha confirmado. El hábito epifita del género, requiere que todos los nutrientes sean adquiridos a partir de agua de lluvia, es similar a la costumbre de las plantas carnívoras conocidas.

## Taxonomía
El género fue descrito por (Dumort.) Dumort. y publicado en Recueil d'Observations sur les Jungermanniacées 12. 1835. La especie tipo es: C. calyptrifolia (W. J. Hooker) Dumortier (=Jungermannia calyptrifolia W. J. Hooker) 

## Especies seleccionadas
- Colura acroloba
- Colura ari
- Colura australiensis
- Colura bisvoluta
- Colura calderae
- Colura calyptrifolia
- Colura conica
- Colura crispiloba
- Colura fistulosa
- Colura irrorata
- Colura leratii
- Colura pulcherrima
- Colura queenslandica
- Colura saccophylla
- Colura simplicior
- Colura superba
- Colura tenuicornis
- Colura zoophaga